# La muerte de Jack Hamilton
La muerte de Jack Hamilton es el cuarto relato corto incluido en la colección Todo es eventual: 14 relatos oscuros del escritor Stephen King. La historia se basa en un personaje real y en la muerte de un miembro de la banda criminal organizada de John Dillinger, John "Red" Hamilton.

## Argumento
La historia es escrita desde la perspectiva en primera persona de un miembro de la banda de John Dillinger, Homer Van Meter, quien describe la muerte lenta y dolorosa de su compañero Jack Hamilton. Van Meter comienza describiendo la muerte de Dillinger a las afueras del Biograph Theater en manos del grupo policial de Melvin Purvis (que se hace referencia varias veces a través de la historia como el némesis del personaje), así como hace frente a la teoría de que en realidad Dillinger no fue el asesinado.
Van Meter, descarta las teorías, citando que las causas de los argumentos ocurrió durante su presencia en la muerte de Jack Hamilton. Durante su escapada de un tiroteo en el Lodge Little Bohemia en Wisconsin, Hamilton es abatido por la policía, y una bala alojada en su pulmón, crea eventualmente un caso de gangrena. Hamilton se negó a recibir tratamiento de parte de Joseph Moran, y Van Meter y Dillinger llevan a Hamilton para quedarse en la casa de Volney Davis y su novia "Conejos", dos miembros de la banda de Ma Barker, así como el hijo de Ma, Arthur. La narración de King no escatima detalles, como los lapsos de demencia de Hamilton antes de agonizar, pero con un deceso misericordioso.